# Candezeollus candezei
Candezeollus candezei är en skalbaggsart som beskrevs av Edgar von Harold 1868. Candezeollus candezei ingår i släktet Candezeollus och familjen Aphodiidae. Inga underarter finns listade.